# Championnat de Tunisie de football 1977-1978
Navigation
Saison précédente Saison suivante
La saison 1977-1978 du championnat de Tunisie de football est la 23e édition de la première division tunisienne à poule unique, la Ligue Professionnelle 1. Les quatorze meilleurs clubs tunisiens jouent les uns contre les autres à deux reprises durant la saison, à domicile et à l'extérieur. En fin de saison, les deux derniers du classement sont relégués et les deux meilleurs clubs de Ligue Professionnelle 2 sont quant à eux promus en D1.
C'est le Club sportif sfaxien qui remporte le championnat cette saison, en terminant en tête, cinq points devant le Club africain et huit points devant l'Étoile sportive du Sahel. C'est le troisième titre de champion de Tunisie de l'histoire du club. Le champion sortant, la Jeunesse sportive kairouanaise, ne termine que septième, à quinze points du Club sportif sfaxien.

## Clubs participants
| - Sfax railway sport - Stade sportif sfaxien - Promu de LP2 - Club africain - Espérance sportive de Tunis - Étoile sportive du Sahel - Club athlétique bizertin - Club sportif de Hammam Lif | - Stade africain de Menzel Bourguiba - Promu de LP2 - Stade tunisien - Club sportif sfaxien - Union sportive monastirienne - Avenir sportif de La Marsa - Club olympique des transports - Jeunesse sportive kairouanaise |

## Compétition

### Classement
Le barème de points servant à établir le classement se décompose ainsi :
- Victoire : 3 points
- Match nul : 2 points
- Défaite : 1 point

| Rang | Équipe                                 | Pts | J  | G  | N  | P  | Bp | Bc | Diff |
| ---- | -------------------------------------- | --- | -- | -- | -- | -- | -- | -- | ---- |
| 1    | Club sportif sfaxien                   | 67  | 26 | 17 | 7  | 2  | 41 | 12 | +29  |
| 2    | Club africain                          | 62  | 26 | 14 | 8  | 4  | 34 | 15 | +19  |
| 3    | Étoile sportive du Sahel               | 59  | 26 | 13 | 7  | 6  | 44 | 25 | +19  |
| 4    | Sfax railway sport                     | 55  | 26 | 9  | 11 | 6  | 31 | 29 | +2   |
| 5    | Avenir sportif de La Marsa             | 54  | 26 | 10 | 8  | 8  | 34 | 34 | 0    |
| 6    | Espérance sportive de Tunis            | 53  | 26 | 10 | 7  | 9  | 34 | 33 | +1   |
| 7    | Jeunesse sportive kairouanaise (T)     | 52  | 26 | 9  | 8  | 9  | 36 | 32 | +4   |
| 8    | Club sportif de Hammam Lif             | 51  | 26 | 6  | 13 | 7  | 22 | 22 | 0    |
| 9    | Club athlétique bizertin               | 51  | 26 | 9  | 7  | 10 | 26 | 27 | -1   |
| 10   | Stade tunisien                         | 50  | 26 | 7  | 10 | 9  | 29 | 33 | -4   |
| 11   | Club olympique des transports          | 49  | 26 | 6  | 11 | 9  | 21 | 36 | -15  |
| 12   | Stade sportif sfaxien (P)              | 47  | 26 | 6  | 9  | 11 | 25 | 36 | -11  |
| 13   | Union sportive monastirienne           | 45  | 26 | 4  | 11 | 11 | 24 | 33 | -9   |
| 14   | Stade africain de Menzel Bourguiba (P) | 33  | 26 | 2  | 3  | 21 | 16 | 50 | -34  |

|  | Champion de Tunisie 1977-1978                                                                |
|  | Relégation directe en deuxième division                                                      |
|  | (T) Tenant du titre (C) Vainqueur de la coupe de Tunisie (P) Club promu de deuxième division |

### Matchs
- Tableau des résultats[2] :

| Résultats (▼dom., ►ext.)           | CSS | CA  | ESS | SRS | ASM | EST | JSK | CSHL | CAB | ST  | SSS | COT | USMo | SAMB  |
| Club sportif sfaxien               |     | 0-1 | 2-0 | 2-2 | 1-0 | 2-1 | 2-0 | 0-0  | 1-0 | 2-0 | 4-0 | 1-0 | 2-0  | 5-0   |
| Club africain                      | 0-1 |     | 1-0 | 1-1 | 0-0 | 5-2 | 1-1 | 2-2  | 2-0 | 1-0 | 1-1 | 2-0 | 2-1  | 2-0   |
| Étoile sportive du Sahel           | 0-1 | 2-1 |     | 1-1 | 5-0 | 1-1 | 2-0 | 2-1  | 2-0 | 2-1 | 1-0 | 3-0 | 2-0  | 2-0   |
| Sfax railway sport                 | 0-2 | 0-1 | 4-2 |     | 1-1 | 0-1 | 0-0 | 1-1  | 2-0 | 0-0 | 1-1 | 0-0 | 2-1  | 3-2   |
| Avenir sportif de La Marsa         | 0-0 | 0-2 | 1-1 | 6-1 |     | 2-1 | 2-2 | 0-0  | 3-2 | 2-2 | 2-1 | 2-2 | 1-0  | 2-1   |
| Espérance sportive de Tunis        | 1-2 | 0-0 | 1-1 | 1-0 | 2-0 |     | 1-0 | 1-0  | 2-1 | 1-1 | 1-0 | 1-1 | 4-1  | 1-0   |
| Jeunesse sportive kairouanaise     | 1-2 | 1-4 | 1-4 | 0-0 | 4-1 | 2-1 |     | 0-2  | 2-0 | 2-1 | 4-0 | 1-1 | 2-1  | 5-0   |
| Club sportif de Hammam Lif         | 0-0 | 0-1 | 1-1 | 1-3 | 1-0 | 1-1 | 0-0 |      | 1-0 | 0-0 | 2-0 | 0-1 | 1-2  | 4-1   |
| Club athlétique bizertin           | 1-0 | 1-0 | 2-0 | 1-1 | 2-1 | 4-0 | 1-2 | 0-0  |     | 1-1 | 0-0 | 3-1 | 2-1  | 3-2   |
| Stade tunisien                     | 0-3 | 0-0 | 0-3 | 3-1 | 1-2 | 1-0 | 1-1 | 1-1  | 3-1 |     | 2-0 | 2-2 | 3-1  | 1-0   |
| Stade sportif sfaxien              | 1-3 | 1-0 | 2-3 | 0-1 | 3-2 | 1-1 | 2-1 | 1-1  | 0-0 | 1-3 |     | 1-0 | 1-1  | 3-0   |
| Club olympique des transports      | 1-1 | 0-0 | 2-1 | 0-3 | 1-2 | 1-6 | 1-0 | 2-1  | 0-0 | 2-1 | 2-2 |     | 1-1  | Forf. |
| Union sportive monastirienne       | 2-2 | 1-2 | 1-1 | 1-0 | 0-1 | 4-1 | 1-1 | 0-0  | 0-0 | 1-1 | 0-0 | 0-0 |      | 2-0   |
| Stade africain de Menzel Bourguiba | 0-0 | 0-2 | 1-1 | 0-1 | 0-1 | 0-1 | 1-3 | 0-1  | 0-3 | 3-0 | 0-3 | 2-0 | 1-1  |       |

### Meilleurs buteurs
- 18 buts[3] : Raouf Ben Aziza (ESS)
- 15 buts : Ezzedine Chakroun (SRS)
- 13 buts : Tarak Dhiab (EST)
- 11 buts : Mohamed Ali Akid (CSS)
- 12 buts : Hédi Bayari (CA)
- 10 buts : Béchir Razgallah (CSHL)
- 9 buts : Moncef Ouada (JSK) et Frej Ben Jdidia (CSS)
- 8 buts : Mohamed Salem Guedhami (JSK) et Samir Haddar (SSS)
- 16 buts : Othman Mellouli (CAB)

### Meilleurs joueurs
Le concours du meilleur footballeur de la saison, doté du prix L'Action-Adidas et qui consacre le meilleur joueur ainsi que les dix footballeurs suivants, consacre Raouf Ben Aziza, qui réalise le doublé « meilleur buteur-meilleur footballeur », et donne le résultat suivant :
- Raouf Ben Aziza (ESS) : 47 étoiles
- Mohsen Labidi (ST) : 45 étoiles
- Mohamed Ali Ben Moussa (CA) : 42 étoiles
- Khemaïs Laabidi (JSK) : 38 étoiles
- Mokhtar Dhouib (CSS), Larbi Baratli (CAB) et Bouraoui Jemmali (USMo) : 37 étoiles
- Tarak Dhiab (EST) : 36 étoiles
- Néjib Limam (ST) : 35 étoiles
- Ridha Trigui (SSS), Ali Kaabi (COT), Mohamed Ali Akid (CSS) et Abdelmajid Ben Mrad (EST)

### Arbitres
32 arbitres dirigent les 182 matchs du championnat. Les plus sollicités sont :
- Aissaoui Boudabbous : 18 matchs
- Mohamed Kadri et Ali Ben Naceur : 14 matchs
- Abderrazak Khelifi : 13 matchs
- Ali Dridi et Larbi Oueslati : 12 matchs
- Hédi Saoudi : 11 matchs

## Bilan de la saison
| Championnat de Tunisie de football 1977-1978 |                                    |
| Champion                                     | Club sportif sfaxien (3e titre)    |
| Coupes et trophées                           |                                    |
| Vainqueur de la Coupe de Tunisie 1977-1978   | Non disputée                       |
| Promotions et relégations                    |                                    |
| Promus en Ligue Professionnelle 1            | Olympique du Kef                   |
| Promus en Ligue Professionnelle 1            | Océano Club de Kerkennah           |
| Relégués en Ligue Professionnelle 2          | Union sportive monastirienne       |
| Relégués en Ligue Professionnelle 2          | Stade africain de Menzel Bourguiba |

## Portrait du club champion
- Président : Taoufik Zahaf
- Entraîneur :  Milor Popov
- Effectif utilisé (21 joueurs) :
  - Gardiens de but : Abdelwahed Abdallah (25 m), Moncef Griche (2 m)
  - Défenseurs : Mokhtar Dhouib (25 m), Habib Medhioub (24 m), Ilyès Ben Salah (24 m), Slaheddine Ayedi (20 m), Habib Trabelsi (18 m)
  - Milieux de terrains : Hafed Ben Salah (24 m), Abderrazak Soudani (23 m), Mongi Abdelmoula (20 m), Hammadi Agrebi (14 m), Abdelwahab Ben Ghazi (8 m), Gouâa[Qui ?] (1 m)
  - Attaquants : Abdelkader Derbal (25 m), Mohamed Ali Akid (23 m), Frej Ben Jdidia (25 m), Adel Ouedhrefi (13 m), Samir Laâdhar (11 m), Skander Baklouti (9 m), Ezzine Trabelsi (1 m), Badreddine Henchiri (1 m)
- Buteurs :
  - Mohamed Ali Akid (CSS) : 11 buts
  - Frej Ben Jdidia (CSS) : 9 buts
  - Hammadi Agrebi, Abderrazak Soudani et Abdelkader Derbal : 5 buts
  - Mongi Abdelmoula : 2 buts
  - Adel Ouedhrefi, Ilyès Ben Salah et Slah Ayedi : 1 but
  - Raouf Ben Amor (COT) : contre son camp